# Mayu Shinjō
Pour les articles homonymes, voir shinjō.
新條まゆ
Mayu Shinjō (新條まゆ, Shinjō mayu) est une mangaka née le 26 janvier 1973, écrivant des shōjos à destination de femmes mûres.

## Biographie
Elle débute dans le magazine Shocomi de Shōgakukan en février 1994.
Au fil des années, elle a également écrit bon nombre d'histoires courtes qu'on peut retrouver dans diverses anthologies accompagnées de nouvelles d'autres shôjo mangaka.
En 2007, elle quitte l'éditeur Shōgakukan pour travailler avec Shūeisha et Kadokawa Shoten, expliquant en juin 2008 sur son blog que les conditions de travail chez son premier éditeur étaient intenables[réf. nécessaire].